# W. Browning
W. Browning war ein britischer Cricketspieler, der für Frankreich spielte.

## Erfolge
W. Browning nahm als Mitglied einer Mannschaft, die hauptsächlich aus Exil-Briten bestand und durch die Union des sociétés françaises de sports athlétiques ausgewählt wurde, an einem Cricketspiel im Rahmen der Weltausstellung 1900 in Paris teil. Dort traf die Mannschaft auf die Devon & Somerset County Wanderers (D&SCW), die sich auf einer Club-Tour in Frankreich befanden. Die Mannschaft der Union des sociétés françaises de sports athlétiques wurde dabei als Frankreich bezeichnet, der Gegner als England. 1912 wurde die Partie nachträglich als Bestandteil der Olympischen Spiele 1900 klassifiziert. Mit 158 Runs setzte sich das englische Team durch, womit Brownings Mannschaft, zu der außerdem noch William Anderson, William Attrill, John Braid, Robert Horne, Timothée Jordan, Arthur MacEvoy, Douglas Robinson, H. F. Roques, Alfred Schneidau, Henry Terry und Philip Tomalin gehörten, die Silbermedaille erhielt. Browning selbst, der in beiden Innings zum Einsatz kam, erzielte keinen einzigen Run.